# Быстров, Николай Андреевич
Никола́й Андре́евич Быстро́в (1917—1988) ― советский театральный художник, Заслуженный деятель искусств Бурятской АССР.

## Биография
Родился 7 ноября 1917 года в селе Хонхолой (на территории современного Мухоршибирского района Бурятии).
В 1935 году окончил училище при паровозо-вагонном заводе в Улан-Удэ, после которого работал на этом заводе. В 1937 году перешел работать на Улан-Удэнский авиационный завод, где был участником вечернего театра рабочей молодежи и руководителем театрального кружка.
В 1939 году начал работать в Доме народного творчества. В 1940 году на базе театральной студии Дома народного творчества создал Театр юного зрителя совместно с режиссером В. Закатовым и работал там актером и художником.
Принимал участие в I и II декадах бурятского искусства и литературы в Москве.
В 1941 году призван в ряды Красной Армии, служил на Дальнем Востоке. После демобилизации в 1943 году работал в театрах Дальнего Востока до 1946.
Вернувшись на родину с 1946 по 1948 год работал в улан-удэнском Театре юного зрителя, а затем после объединения с Русским драматическим театром работал художником-постановщиком. В 1954 году стал главным художником Русского драматического театра и работал в этой должности до 1988 года.
С 1963 года преподавал курс по технике сцены и гриму на театральном факультете в Восточно-Сибирском Государственном институте культуры.
В 1965 году стал инициатором создания кукольной студии при Русском драматическом театре, которая впоследствии впоследствии стала Республиканским театром кукол, ныне известная как театр «Ульгэр».
В 1980 году учился на курсах повышения квалификации художников драматических и музыкальных театров в ГИТИС.
Умер в 1988 году в Улан-Удэ.

## Работы
Как художник оформил следующие театральные спектакли: А. Н. Островского «Бесприданница», «Женитьба Бальзаминова», «Последняя жертва», А. П. Чехова «Дядя Ваня», «Иванов», А. М. Горького «Последние», «Мещане», А. Н. Толстого «Иван Грозный», У. Шекспира «Гамлет», «Отелло», В. Гюго «Мария Тюдор», Мольера «Тартюф», И. Шиллера «Коварство и любовь», Ч. Айтматова «Материнское поле», Н. Балдано «П. Балтахинов», Ц. Шагжина «Клятва», С.Лобозерова «По соседству мы живем», всего оформлено более 160 спектаклей из репертуара Русского драматического театра.

## Память
- На стене дома, где жил Николай Быстров, установлена памятная доска[2].

## Награды и звания
- Диплом I степени всероссийского фестиваля, посвященного 100-летию М. Горького (1968)
- Заслуженный деятель искусств Бурятской АССР (1954)